# District de Vehari
Le district de Vehari ou Vihari (en ourdou : ضِلع وِہاڑى) est une subdivision administrative du sud de la province du Pendjab au Pakistan. Constitué autour de sa capitale, Vehari, le district a pourtant comme ville la plus peuplée Burewala. Il est entouré par les districts de Khanewal et de Sahiwal au nord, de Pakpattan à l'est, de Bahawalnagar et de Bahawalpur au sud, et enfin par le district de Lodhran à l'ouest.
Situé dans le sud rural et agricole du Pendjab, le district est peuplé de près de trois millions d'habitants en 2017 et vit principalement des cultures et de l'industrie textile. Parlant très majoritairement pendjabi, la population constitue un fief électoral conservateur plutôt acquis à la Ligue musulmane du Pakistan.

## Histoire
À l'époque de la partition des Indes en 1947, la région connait de forts mouvements de populations, les minorités hindoues et sikhs émigrent en Inde, tandis que des musulmans font le trajet inverse. La population majoritairement musulmane soutenait la création du Pakistan et la Ligue musulmane.
En mai 2002, le district a été le théâtre de violences incluant le groupe sunnite armé Lashkar-e-Jhangvi et les minorités chiites habitants dans le district. Riaz Basra, chef de l'organisation, est mort lors d'une fusillade dans un village chiite.

## Géographie et climat
Le district est principalement constitué de plaines et de terres fertiles, et est situé entre les rivières Sutlej et Ravi, deux affluents majeurs du Chenab. Un système d’irrigation construit à l'époque de la domination britannique a permis un développement de l'agriculture. Le climat est chaud et humide, l'été étant très chaud de mai à juin, et pluvieux du fait de la mousson de juillet à septembre.

## Économie

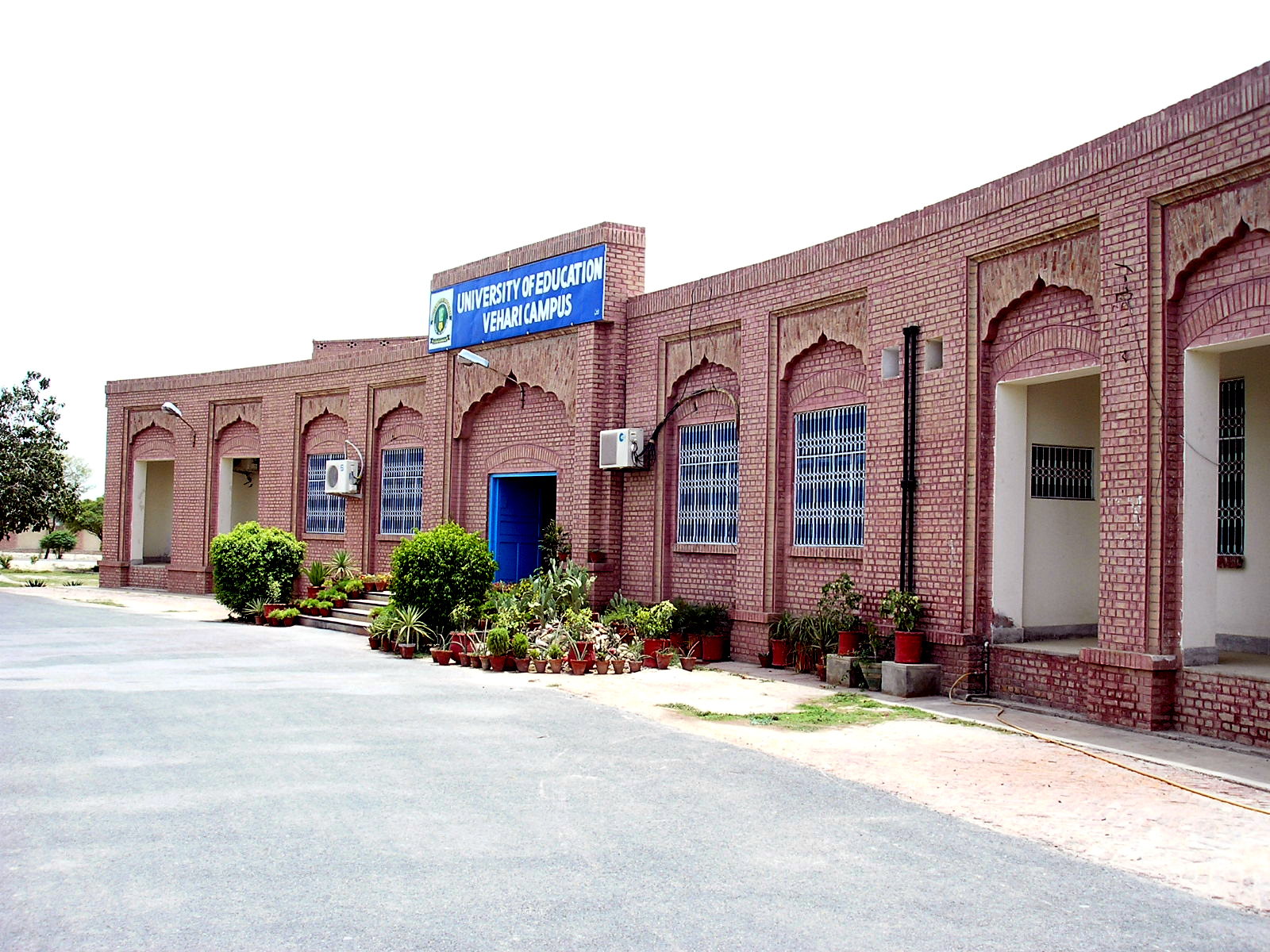
Campus de la University of Education à Vehari.

L'agriculture est un secteur clé de l'économie locale. Le district dispose d'un large réseau d'irrigation hérité du Raj britannique : on trouve au total 19 canaux d'une longueur cumulée de 1 380 kilomètres. Les cultivateurs produisent principalement du blé, de la canne à sucre et du coton, à raison de 763 et 650 tonnes, et 863 000 balles de coton respectivement par an en moyenne, entre 1998 et 2001. Les productions des principaux fruits s'élèvent à 61 tonnes de citron, 46 tonnes de mangues et 18 tonnes de goyaves. L'industrie locale est très liée à l'agriculture, puisqu'elle produit de la farine, de l'huile et surtout du textile. On trouve ainsi 115 usines de textile dans le district, dont l'une des plus importantes appartient au groupe Ittefaq, géant industriel appartenant au Premier ministre Nawaz Sharif.
Le district contient également un grand nombre d'établissements d'enseignement, notamment des lycées et des universités. On trouve par exemple des campus délocalisés de l'université d'éducation de Lahore et de l'institut de technologie d'Islamabad. La ville de Vehari est reliée aux réseaux de chemin de fer, étant située sur la ligne Kasur-Lodhran.

## Démographie
Lors du recensement de 1998, la population du district a été évaluée à 2 090 416 personnes, dont environ 16 % d'urbains. Le taux d'alphabétisation était de 37 % environ, dont 49 pour les hommes et 23 pour les femmes.
Le recensement suivant mené en 2017 pointe une population de 2 897 446 habitants, soit une croissance annuelle de 1,73 %, inférieure aux moyennes provinciale et nationale de 2,13 % et 2,4 % respectivement. L'urbanisation augmente à peine, à 17 %.
La langue la plus parlée du district est le pendjabi, mais il y a d'importantes minorités parlant saraiki, bien que cette dernière langue ne soit souvent considérée que comme un dialecte du pendjabi. Les minorités religieuses sont hindous pour 1,75 % de la population, chrétiens pour 0,9 % et sikhs à 0,2 % en 1998.

## Administration

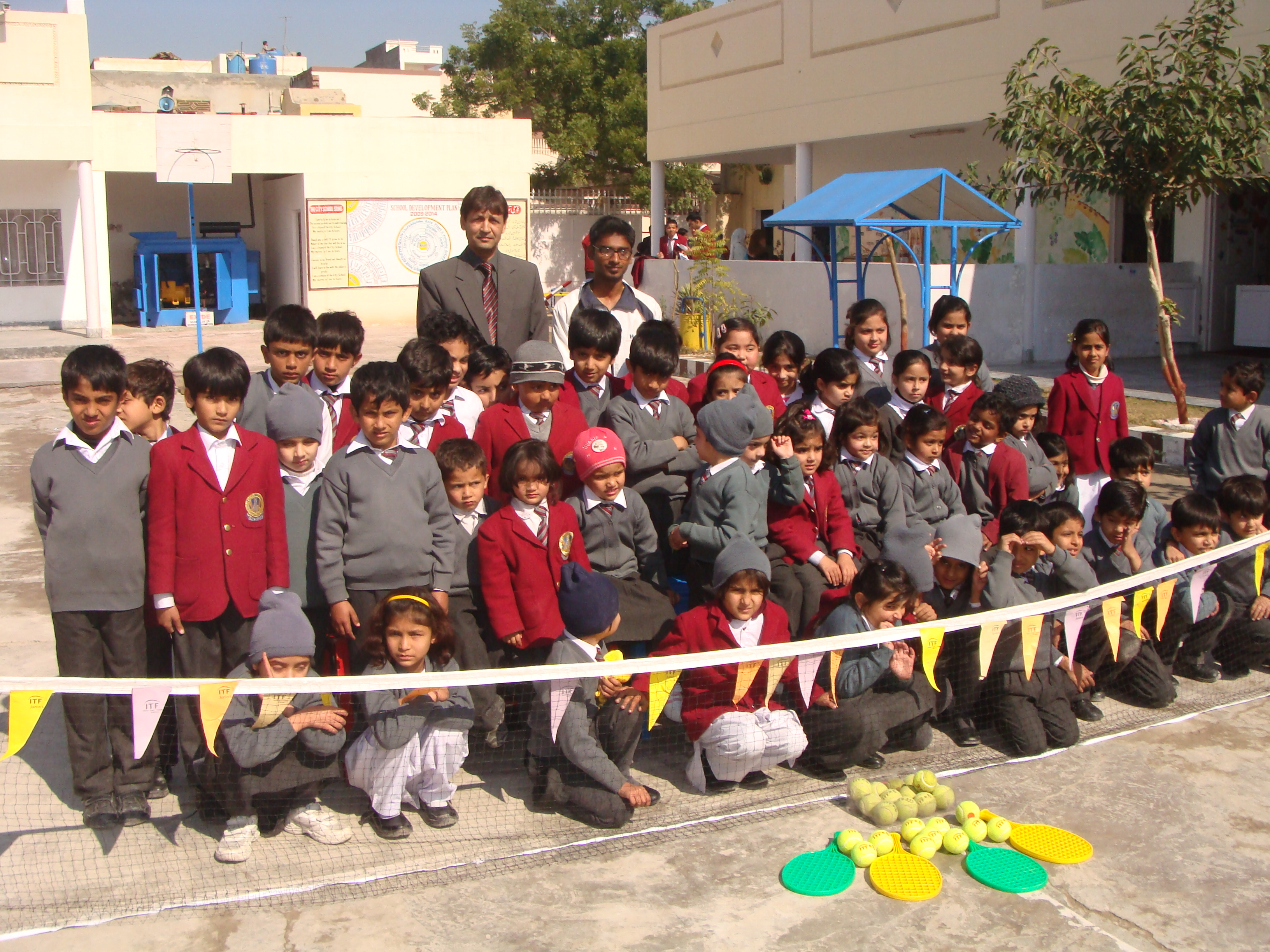
Enfants d'une école de Burewala.

Le district est divisé en trois tehsils, Burewala, Mailsi et Vehari, et 89 Union Councils. Quatre villes dépassent les 20 000 habitants, mais la capitale Vehari n'est que la deuxième plus importante, la ville la plus peuplée étant nettement Burewala. Ces deux villes regroupent près de 13 % de la population totale du district selon le recensement de 2017, et les trois-quarts de la population urbaine. Les quatre villes réunies regroupent quant à elles plus de 96 % de la population urbaine, selon le recensement de 2017.
Le district a été créé le 1er juillet 1976 en divisant le district de Multan, qui comprenait en plus à cette époque le district de Khanewal, qui lui a été créé en 1985.
| Ville    | Population (rec. 2017) |
| -------- | ---------------------- |
| Burewala | 231 797                |
| Vehari   | 145 464                |
| Mailsi   | 82 267                 |
| Karampur | 28 090                 |

## Politique
Le district est représenté par les huit circonscriptions no 232 à 239 à l'Assemblée provinciale du Pendjab. Lors des élections législatives de 2008, elles sont remportées par quatre candidats du Parti du peuple pakistanais (PPP), un de la Ligue musulmane du Pakistan (N), un de la Ligue musulmane du Pakistan (Q) et un indépendant, et durant les élections législatives de 2013 elles ont été remportées par huit candidats de la Ligue musulmane du Pakistan (N), un du Mouvement du Pakistan pour la justice et deux indépendants. À l'Assemblée nationale, il est représenté par les quatre circonscriptions no 167 à 170. Lors des élections de 2008, elles ont été remportées par trois candidats du PPP et un de la Ligue (N), et durant les législatives de 2013 elles sont remportées par trois candidats de la Ligue (N) et un indépendant.
Avec le redécoupage électoral de 2018, Vehari est représenté par les quatre circonscriptions no 162 à 165 à l'Assemblée nationale et par les huit circonscriptions no 229 à 236 à l'Assemblée provinciale. Lors des élections de 2018, elles sont remportées par dix candidats de la Ligue (N) et cinq du Mouvement du Pakistan pour la justice.
| Parti                                        | Voix (national) | %       | Élus nationaux | Élus provinciaux |
| -------------------------------------------- | --------------- | ------- | -------------- | ---------------- |
| Mouvement du Pakistan pour la justice        | 297 242         | 33,54 % | 2              | 4                |
| Ligue musulmane du Pakistan (N)              | 286 146         | 32,29 % | 2              | 4                |
| Parti du peuple pakistanais                  | 48 434          | 5,47 %  | 0              | 0                |
| Tehreek-e-Labbaik Pakistan                   | 45 196          | 5,10 %  | 0              | 0                |
| Autres partis                                | 12 252          | 1,38 %  | 0              | 0                |
| Indépendants                                 | 196 954         | 22,22 % | 0              | 0                |
| Total exprimés                               | 886 224         | 100 %   | 4              | 8                |
| Source : Commission électorale du Pakistan,. |                 |         |                |                  |